# Kiai
Il Kiai (気合, 気合い, kor. 기합) nelle arti marziali è il suono gutturale che accompagna i momenti "topici" di un kata (forma) o di un kumite (combattimento), in cui si dirige la massima energia vitale per intimorire e sopraffare l'avversario.
Essa è un'espressione di senso compiuto: Ki (気) sta per energia vitale e ai (合, 合い) può essere tradotto come unione.
L'individuo unisce la propria energia vitale e quella della natura
attraverso l'espirazione provocata dalla forte espansione addominale.
La tradizione orientale fa risiedere la vitalità fisica nell'addome (tanden) e ritiene che degli appropriati esercizi respiratori possano incrementarla.
È il diaframma che consente una respirazione profonda e ampia, mentre il movimento dei soli muscoli costali induce una respirazione superficiale e di difficile controllo.
Il tempo dell'espirazione corretta (ventrale), determinata dalla decisa contrazione dei muscoli addominali corrisponde, quindi, al momento di massima espressione di forza.
L'altra componente del Kiai è psicologica. Il grido è intimamente connesso
alle emozioni individuali, quando le nostre normali risorse non 
possono assicurarci la sopravvivenza, la forza e la volontà che necessitano emergono solo con l'esasperazione delle emozioni.
La possibilità di ampliare le capacità in condizioni estreme ha permesso agli antichi guerrieri di codificare il grido, che divenne il kiai.
Si osserva un diverso momento di espressione del kiai nelle diverse arti marziali, per esempio nel kendō il kiai avviene prima e non all'atto finale, questo perché l'uso di un'arma, la katana in questo caso, implica di per sé un risultato devastante che invece, a mani nude, può essere conseguito solo con il ricorso all'esasperazione fisica.
Nel kendo, non dovendosi incrementare l'aspetto fisico, viene dato grande risalto alla volontà risolutiva che induce l'azione.
Il Kiaijutsu pesca dall'origine più sciamanico-medica e dagli studi della Medicina Tradizionale sui punti di pressione e meridiani che legano strettamente l'emissione energetica al suono specifico di bija mantra per veicolarlo nelle varie direzioni all'interno dell'organismo come il Prana (trasformandosi in Ki,Ch'i, Qi,Hado,ecc).
Nell'antico karate originario la tradizione cinese era l'essenza dei segreti del Kyusho Jitsu e ogni suono a seconda della applicazione in attacco e difesa o meditazione o pratica medica, utilizzava per dare più enfasi e unidirezionalità  al flusso uno specifico suono vocale sviluppato dal Ventre (specifichiamo non dalla gola!)
Un riscontro pratico lo si ritrova nel "Canto Armonico" dei mantra tibetani dove il suono legato ai vari specifici Chakra sviluppa effetti curativi e rigeneranti, o addirittura sublima le energie locali e di conseguenza potenzia vibrazionalmente il livello Eterico dell'intento.
Il Corpo energetico si deve nutrire di fonti superiori quando non ha modo di ricorrere a alimenti fisici, e in questo lo stimolo vibrazionale sublima l'azione ultima del Guerriero stremato dalla battaglia.